# Ventas rumba

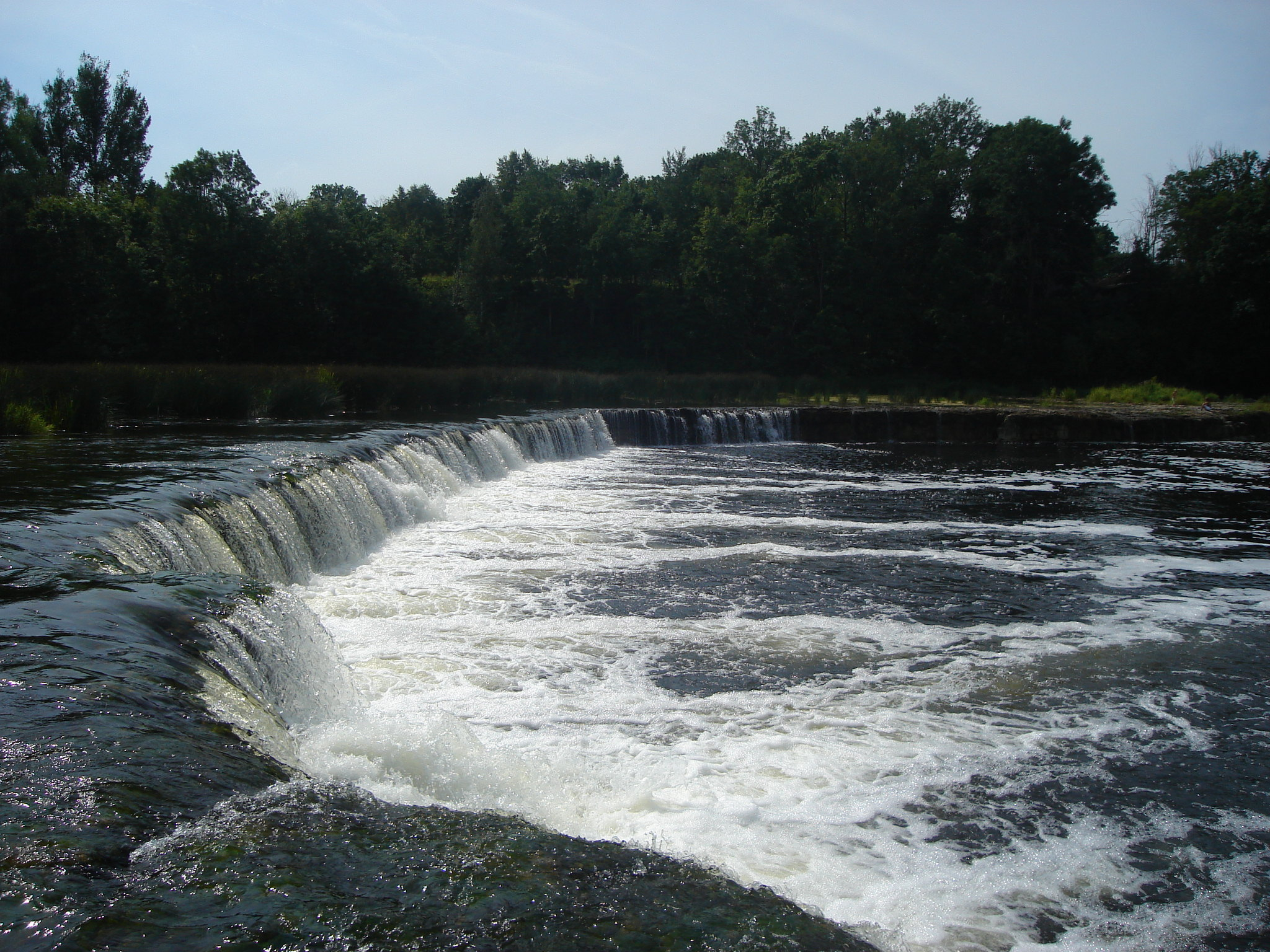
Ventas rumba

Ventas rumba – progi wodne o szerokości 250 m i wysokości 2,2 m położone na rzece Windawie, w pobliżu Kuldigi i mostu w Kuldidze. Są to najszersze progi wodne w Europie. Latem tereny w pobliżu wodospadu stanowią popularne miejsce rekreacji. Według legendy powstały po walce zapaśniczej dwóch olbrzymów.